# Хегемон Тасоски
Хегемон от Тасос (на старогръцки: Ηγήμων ο Θάσιος) е древногръцки писател от първия период на древногръцката комедия, наричан от александрийските граматици „Старата комедия“. Не се знае много за него, освен че разцвета на творчеството му е по време на Пелопонеските войни. Според Аристотел („Поетика“, ii. 5) той е изобретател на един вид пародия; чрез леко изменение на формулировката в добре познати стихотворения трансформира възвишеното в нелепо. Когато новината за катастрофалното поражение на Сицилианската експедиция стигна до Атина, се изпълнява неговата пародия на Гигантомахия; разказва се, че публиката толкова се забавлявала от нея, че вместо да си тръгне, за да покаже мъката си, останава по местата си. Освен това е автор на комедията „Филин“ (Philine), написана по маниера на Евполис и Кратин, в която атакува известна куртизанка. Атеней (стр. 698), който запазва някои пародични хексаметри, разказва други анекдоти, отнасящи се до него (стр. 5, 108, 407).

## Критики
Аристотел в своята „Поетика“ пише: Омир, например, прави мъжете по-добри, отколкото са; Клеофон – такива, каквито са; Хегемон Тасоски, изобретателят на пародии, и Никохарес, авторът на „Дилиада“ – по-лоши, отколкото са.“